# Effortless (singel Jacqline)
Effortless – singel szwedzkiej piosenkarki Jacqline wydany 2 marca 2024 roku przez wytwórnię Universal Music. Utwór napisali Dino Medanhodzic, Jimmy Jansson, Moa „Cazzi Opeia” Carlebecker, Thomas G:son oraz sama artystka. Singel dotarł do 6. miejsca na oficjalnej szwedzkiej liście sprzedaży.
Utwór rywalizował w Melodifestivalen 2024. Artystka wystąpiła w trzecim półfinale i z pierwszego miejsca awansowała do finału, zorganizowanego 9 marca, w którym zajęła 9. miejsce. Utwór opisany został przez redaktorów Culture Fix jako „piosenka ze współczesnym popowym akcentem”, a przez Aftonbladet jako „klubowy hit przypominający sukces Dua Lipy na listach przebojów”.
2 marca 2024 roku w serwisie YouTube premierę miało oficjalne lyric video do piosenki.

## Lista utworów
| Digital download / media strumieniowe | Digital download / media strumieniowe | Digital download / media strumieniowe |
| Nr                                    | Tytuł utworu                          | Długość                               |
| ------------------------------------- | ------------------------------------- | ------------------------------------- |
| 1.                                    | „Effortless”                          | 2:51                                  |

## Notowania
| Kraj    | Notowanie (2024)  | Najwyższa pozycja |
| ------- | ----------------- | ----------------- |
| Szwecja | Sverigetopplistan | 6                 |